# Antifeminismo

Símbolo del antifeminismo.

El antifeminismo es la oposición a algunas o todas las formas de feminismo. A finales del siglo XIX y principios del siglo XX, los antifeministas se opusieron a determinadas propuestas políticas sobre los derechos de la mujer, como el derecho al voto, las oportunidades educativas, los derechos de propiedad y el acceso a los métodos anticonceptivos. A mediados y finales del siglo XX, los antifeministas se opusieron a menudo al derecho al aborto y, en el caso de Estados Unidos, a la Enmienda de Igualdad de Derechos de dicho país. A principios del siglo XXI, el antifeminismo ha sido a veces un elemento de actos violentos de la extrema derecha.
Algunos antifeministas ven su ideología como una respuesta a la de un feminismo que consideran tiene sus raíces en un pensamiento antimasculino. Consideran que el feminismo es responsable de varios problemas sociales, como el menor índice de acceso a la universidad de los varones jóvenes, las diferencias de género en los suicidios y la percepción de un declive de la virilidad en la cultura occidental.

## Definición
La Real Academia Española (RAE) define el antifeminismo como «tendencia contraria al feminismo». Por su parte, el Oxford English Dictionary define un antifeminista como «una persona en oposición al feminismo».
El sociólogo Michael Flood argumenta que el antifeminismo niega al menos uno de los tres principios generales del feminismo: que los acuerdos sociales entre los hombres y las mujeres no son ni naturales ni divinamente determinados, que los acuerdos sociales entre hombres y mujeres están a favor de los hombres, y que acciones colectivas pueden y deben ser llevadas a transformar estos acuerdos en otros más equitativos.
Michael Kimmel, especialista feminista en estudios del hombre, define el antifeminismo como «la oposición a la igualdad de las mujeres y hombres». Kimmel asegura que la argumentación antifeminista se basa en «normas religiosas y culturales» mientras que los defensores del antifeminismo promueven su causa como un medio para «salvar a la masculinidad de la contaminación y la invasión». Kimmel sostiene que los antifeministas consideran la «división tradicional del trabajo por género como natural e inevitable, quizás también sancionada por Dios».
Los sociólogos canadienses, Melissa Blais y Francis Dupuis-Déri, escriben que el pensamiento antifeminista ha tomado principalmente la forma de una versión extrema de masculinismo, también señalan que «poca investigación se ha hecho sobre antifeminismo sea desde la perspectiva de la sociología de los movimientos sociales o incluso de estudios de la mujer», lo que indica que la comprensión de lo que toda la gama de la ideología antifeminista consiste es incompleta.[cita requerida]
«Antifeminista» también se utiliza para describir a las autoras, algunas de las cuales se definen como feministas,[cita requerida] sobre la base de su oposición a algunos o todos los elementos de los movimientos feministas. Se etiquetan a autoras feministas como Camille Paglia, Christina Hoff Sommers, Jean Bethke Elshtain, Katie Roiphe y Elizabeth Fox-Genovese con este término debido a sus posiciones con respecto a la opresión y líneas de pensamiento dentro del feminismo.[cita requerida] Daphne Patai y Noreta Koertge argumentan que mediante el etiquetado de estas mujeres como antifeministas, la intención es silenciar e impedir cualquier debate sobre el estado del movimiento.[cita requerida]
El significado de antifeminismo ha variado a través del tiempo y de las culturas y la ideología antifeminista atrae tanto a hombres como mujeres. Algunas mujeres, por ejemplo, de la Women's National Anti-Suffrage League, hicieron campaña contra el sufragio femenino. Emma Goldman, por ejemplo, fue considerada (erronéamente) como antifeminista durante su lucha contra el sufragismo en Estados Unidos.[cita requerida] Décadas más tarde, sin embargo, se la anuncia como una de las fundadoras del anarcofeminismo.

## Historia

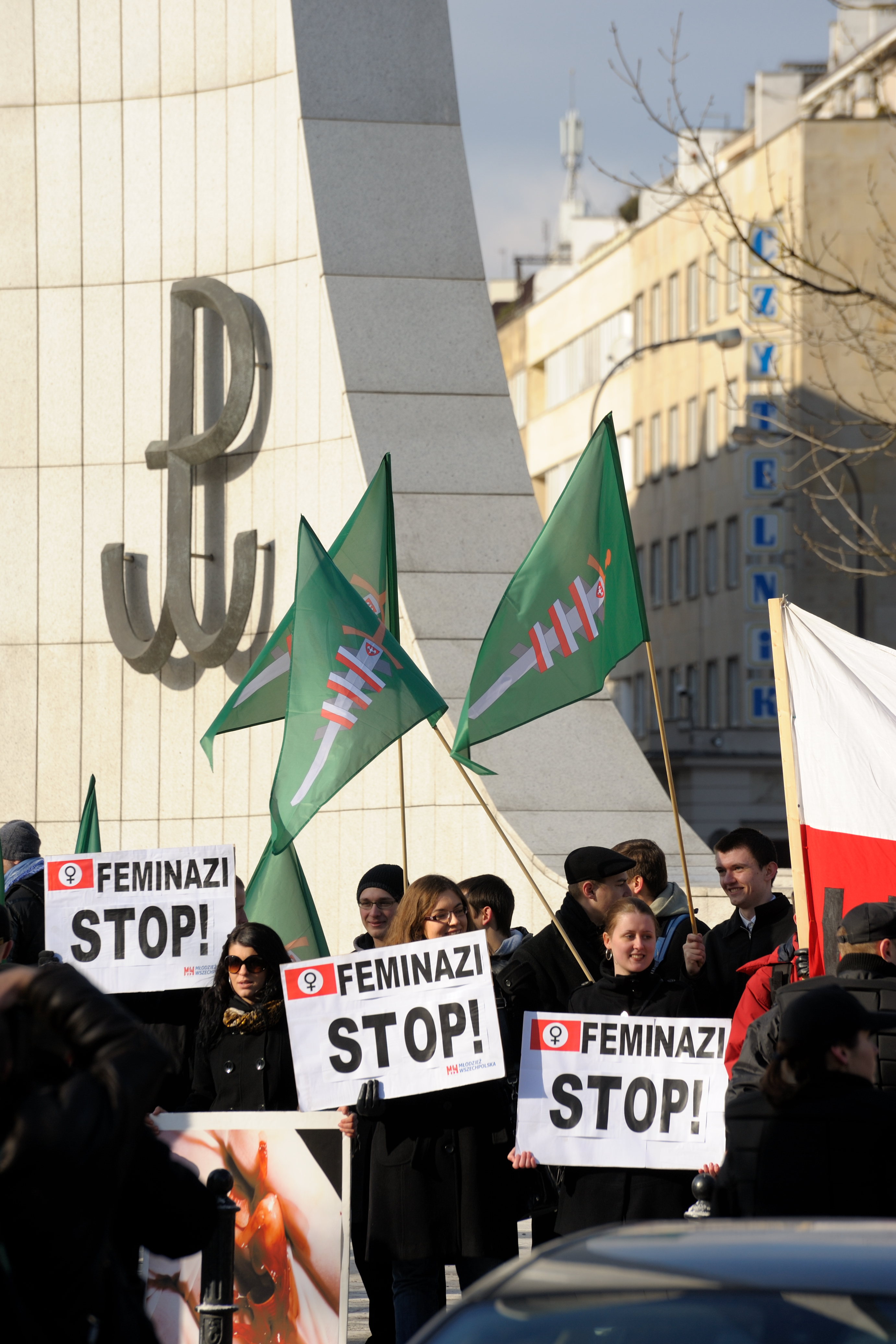
Grupo de ultranacionalistas polacos protestan en el Día Internacional de la Mujer en Varsovia (Polonia) en 2010. Sostienen pancartas con la consigna «Feminazi stop» (en español, «Feminazi, detente») con el símbolo de Venus dentro de una bandera nazi.

El antifeminismo se inició en el siglo XIX con la oposición al sufragio femenino. En Sex in Education: or, a Fair Chance for the Girls (1873), el profesor de la universidad de Harvard Edward H. Clarke manifestó su oposición al acceso de las mujeres a las universidades, afirmando que la educación «era una carga demasiado física en las mujeres». Aseguró que si las mujeres fueran a la universidad, sus cerebros «se harían mayores y más pesados y su vientre se atrofiaría», argumentando que las mujeres con educación universitaria tienen menos hijos que las mujeres sin educación universitaria. Otros antifeministas de la época se opusieron a la incorporación de las mujeres a ciertos trabajos, a su derecho a afiliarse a un sindicato, a formar parte de los jurados, a ocupar cargos políticos y a decidir sobre la reproducción o su sexualidad.
A finales del siglo XIX y principios del XX, el discurso antifeminista encontró respaldo en las nuevas teorías organicistas y del darwinismo social, que enfatizaban los principios de desigualdad y jerarquía entre los sexos así como de la inferioridad mental de la mujer (según las tesis de Paul Julius Möbius). Estas ideas, junto con la influencia del derechista Charles Maurras en Francia o de determinados postulados nietzscheanos, sentaron las bases del antifeminismo adoptado por el fascismo. Los regímenes fascistas, basándose en esta presunta inferioridad de la mujer respecto al hombre, propugnaron el retorno de aquella a las labores domésticas y la maternidad. En la Italia fascista, el papel de la mujer estaba limitado al ámbito familiar —como esposa y madre—, garantizando así la unidad de la familia y, por extensión, de la nación. El mismo rol desempeñó en la Francia de Vichy, donde el mariscal Pétain privó a las mujeres de derechos y libertades. La propaganda nazi también enfatizó la vuelta a la familia patriarcal tradicional: la mujer debía dedicarse a las tres "k" (kinder, kirche, küche, es decir: hijos, iglesia, cocina), y se hizo del cuerpo femenino una cuestión política dado que solo las mujeres sanas y fuertes serían capaces de mejorar la raza aria. El nazismo llevaría al extremo la división de sexos, destruyendo así los avances en igualitarismo alcanzados por la República de Weimar, y ello por dos razones: para reducir la competencia en el mercado laboral debido a la crisis económica y, sobre todo, porque la desigualdad entre razas —núcleo ideológico del nazismo— desembocó a su vez en una desigualdad entre los sexos; en palabras del historiador Richard Grunberger: «El antifeminismo era una variante no mortal del antisemitismo».

### Antifeminismo en España durante elsigloXX
En respuesta a los intentos de emancipación femenina de principios del siglo XX, durante el primer tercio del siglo se produce una reacción antifeminista (especialmente en el período de entreguerras) en países como Alemania, Bélgica, Francia, Inglaterra y Estados Unidos, así como en España. Tras la proclamación de la Segunda República española y la equiparación jurídica decretada entre hombres y mujeres, sectores ultraconservadores y ultracatólicos —defensores de una sociedad jerarquizada y patriarcal— emprendieron una reacción contra tales ideas emancipadoras. Desde las derechas antiliberales y antiparlamentarias se llamó a la acción a las mujeres «católicas, patrióticas y antirrepublicanas», apelando a las virtudes consideradas propias del sexo femenino (obediencia, discreción, delicadeza, decencia, orden y devoción), para construir una «nueva España» y redefinir así el papel de la mujer.

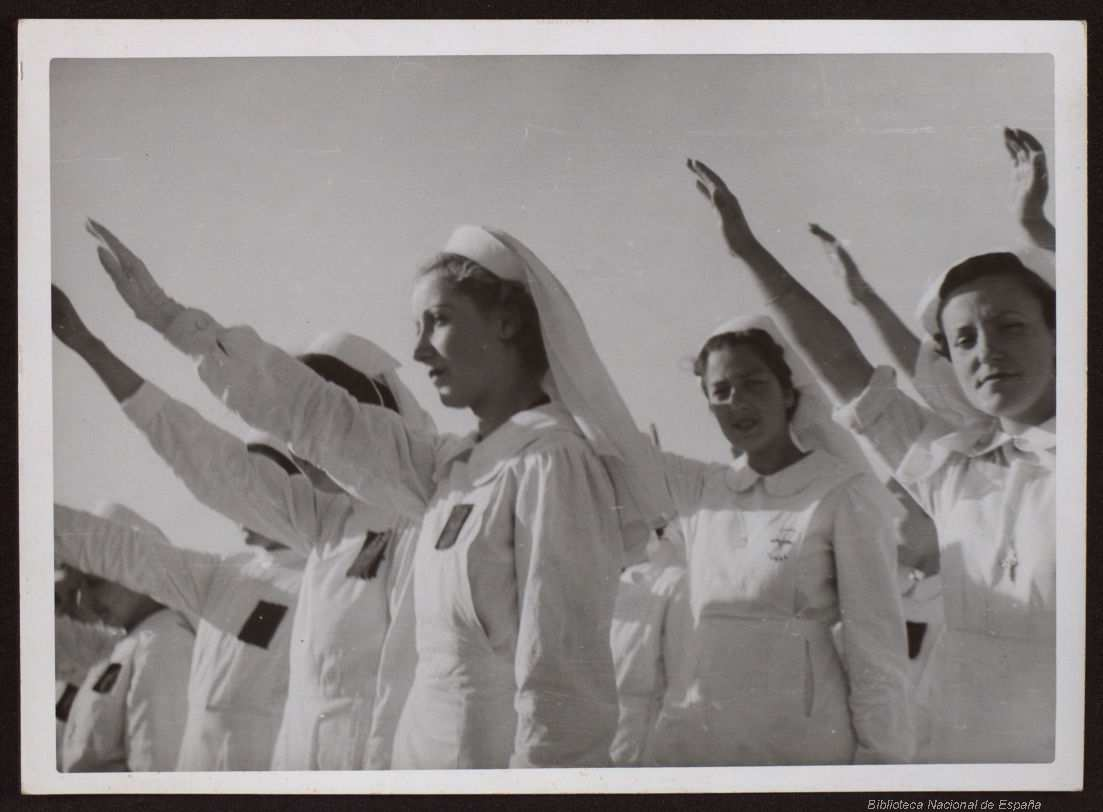
Enfermeras de Asistencia Social de Falange saludan a Francisco Franco durante un acto en Zaragoza, el 19 de abril de 1938.

Con la derrota republicana en la Guerra Civil y el establecimiento de la dictadura franquista, se destruyen los avances feministas alcanzados. El nuevo régimen reinstauró la educación separada por sexos (marcada por la doctrina moral de la Iglesia) para tratar de «redimir y reeducar a las mujeres», utilizando para ello a la Sección Femenina de la Falange y su obligado Servicio Social. El ideario nacionalcatólico impuesto exaltaba nuevamente la maternidad femenina (la mujer como madre y esposa cristiana, con dependencia absoluta de esta última respecto al marido) y la primacía del varón, y se proscribieron el aborto, el matrimonio civil, la anticoncepción y el divorcio. Asimismo, se llevó a cabo una labor represiva sobre aquellas mujeres que no habían aceptado el discurso antifeminista de la Iglesia y los sectores reaccionarios, a las que se consideró como «delincuentes, desviadas y disidentes» a causa de una hipotética degeneración psicológica y anímica (en consonancia con las teorías pseudocientíficas de Antonio Vallejo-Nájera). Por tanto, sufrirían una justicia ejemplar por parte del régimen, inculpadas por tribunales militares —e internadas en cárceles de mujeres— y objeto de regeneración patriótica —tanto ellas como sus hijos, quienes eran arrancados de sus madres a los tres años de edad por considerarlas incapacitadas para desempeñar su educación—, escarnio público, marginación social o incluso exterminio físico.

## Posturas antifeministas
El antifeminismo argumenta que el feminismo es el promotor de cambios en las costumbres sexuales, que colisionan con las normas religiosas, especialmente las más conservadoras. Por ejemplo, el auge del sexo casual y el declive del matrimonio se mencionan como las consecuencias negativas. Paul Gottfried sostiene que el cambio de los roles de las mujeres ha sido un desastre social que sigue haciendo estragos en la familia y ha contribuido a un declive de la sociedad cristiana occidental por arrastrar cada vez más personas hacia el caos social.
Al haberse alcanzado bastantes logros en materia de igualdad de derechos y oportunidades para hombres y mujeres, la oposición antifeminista actual argumenta que el movimiento feminista ha logrado sus objetivos y ahora busca alcanzar un mayor reconocimiento para las mujeres, y no se tiene en cuenta las injusticias cometidas contra los hombres.